# Flugunfall der Air Algérie bei Aïn Naga
Bei dem Flugunfall der Air Algérie bei Aïn Naga stürzte am 26. Juli 1969 eine Sud Aviation SE-210 Caravelle VI-N der Air Algérie auf einem internationalen Charterflug von Marseille nach Hassi Messaoud mit einem Zwischenstopp in Algier infolge eines Kontrollverlustes ab, nachdem ein Brand an Bord ausgebrochen war und die Piloten eine Notlandung versuchten. Bei dem Unfall kamen 35 (nach anderen Quellen 33) der 37 Personen an Bord ums Leben.

## Maschine
Bei der betroffenen Maschine handelte es sich um eine Sud Aviation SE-210 Caravelle VI-N mit der Modellseriennummer 73, die ihren Erstflug am 27. April 1961 mit dem Testkennzeichen F-WBNK absolviert hatte. Am 2. Mai 1961 übernahm die Air Algérie die Maschine und ließ diese mit dem neuen Luftfahrzeugkennzeichen F-OBNK zu. Nach der Unabhängigkeitserklärung Algeriens von Frankreich wurde das Kennzeichen am 6. November 1964 in 7T-VAK geändert. Das zweistrahlige Mittelstrecken-Schmalrumpfflugzeug war mit 80 Sitzplätzen für Passagiere sowie zwei Turbojettriebwerken des Typs Rolls-Royce Avon 532 ausgestattet.

## Passagiere und Besatzung
Den Flug von Marseille zu der für die Ölförderung bekannten Stadt Hassi Messaoud hatten 30 Passagiere angetreten. Es befand sich darüber hinaus eine siebenköpfige Besatzung an Bord. Flugkapitän war M. M. Goffinet, dem der Erste Offizier Marchal zur Seite stand. In der Maschine, die speziell von der Compagnie Chartres du Sahara (COMAFRET) bei der Air Algérie gechartert wurde, wurden über 28 Ingenieure und Techniker französischer Nationalität von Paris nach Hassi Messaoud über Marseille transportiert. Das Personal gehörte fünf verschiedenen Ölfirmen an, darüber hinaus befanden sich ein Professor für Geologie und seine Frau an Bord.

## Unfallhergang
Während die Maschine das Aurès-Massiv überflog, kam es im Cockpit zu einer Brand- und Rauchentwicklung. Die Piloten beabsichtigten daher zunächst, die Maschine für eine Notlandung zum Flughafen Biskra zu fliegen. Nachdem der Flugingenieur das Fahrwerk ausgefahren hatte, versuchte er die Triebwerke abzustellen, konnte aber nur ein Triebwerk abstellen. Die Besatzung beschloss, so nahe wie möglich an einer Oase notzulanden. Das Flugzeug sollte nach einem achtminütigen Notsinkflug aufgesetzt werden. Die Piloten mieden das Bett eines Wadi und ließen die Maschine unweit der Stadt Aïn-Naga, etwa vierzig Kilometer ostsüdöstlich von Biskra, aufsetzen. Die Caravelle fing Feuer und explodierte einen Augenblick, nachdem sie den Boden berührt hatte.

## Nach dem Unfall
Kurz nachdem das Flugzeug den Kontakt zur Flugsicherungszentrale in Algier verloren hatte, wurde Hilfe zum Unfallort geleitet. Zwei Passagiere, die nach der Notlandung vermutlich versucht hatten, die Maschine durch einen Notausgang zu verlassen, wurden in der Nähe des Wracks tot aufgefunden. Das algerische Verkehrsministerium würdigte die Besonnenheit des Piloten und des Copiloten, die verletzt und in Algier ins Krankenhaus eingeliefert wurden.

## Unfalluntersuchung und Ursache
Die Unfalluntersuchung wurde durch Vertreter der algerischen Zivilluftfahrtsbehörde, durch Vertreter der Air Algérie sowie Gutachter des Bureau Veritas geführt.   Die Ermittler konnten sehr bald eine Handlungsunfähigkeit der Besatzung sowie einen Ausfall von Elementen der Flugzeugsteuerung ausschließen. Die Ermittlungen ergaben, dass ein Kurzschluss im Cockpit der Besatzung eine Notlandung abverlangt hatte. Nach Aussagen des Flugkapitäns und des Ersten Offiziers, die als einzige (nach anderen Quellen neben zwei weiteren Besatzungsmitgliedern) den Unfall überlebt hatten, war das Feuer nach einem Kurzschluss im hinteren Teil des Cockpits ausgebrochen, als das Flugzeug gerade über das Aurès-Massiv geflogen war.